# Ансон (архипелаг)
Архипелаг Ансон (англ. Anson Archipelago) — название широко разбросанной группы островов в западной части Тихого океана между Японией и Гавайями. Группа включала остров Уэйк и остров Маркус (или Минамитори), а также многие острова-призраки, такие как:
- Лос Хардинес (Los Jardines) — два острова-призрака, расположенных восточнее Маршалловых островов, которые были посещены испанцами Алаваро де Сааведра (Alavaro de Saavedra) в 1528 г. и Руи Лопесом де Вильялобосом в 1542 г.[1]
- Наканоторишима (Nakanotorishima), известный также как остров Гэнгс (англ. Ganges Island) — остров-призрак, расположенный под 30°45′ с. ш. 154°25′ в. д.HGЯO на картах конца XIX и начала XX вв.[2]
- Рока де Оро (Roca de Oro) и
- Рока де Плата (Roca de Plata)[3].

Архипелаг был назван в честь Джорджа Ансона, который захватил испанские морские карты этих вод во время его кругосветного путешествия 1740—1744 гг.